# Leiophyllum lyonii
Leiophyllum lyonii là một loài thực vật có hoa trong họ Thạch nam. Loài này được (Sweet) Sweet mô tả khoa học đầu tiên năm 1839.